# Севера Іван Васильович

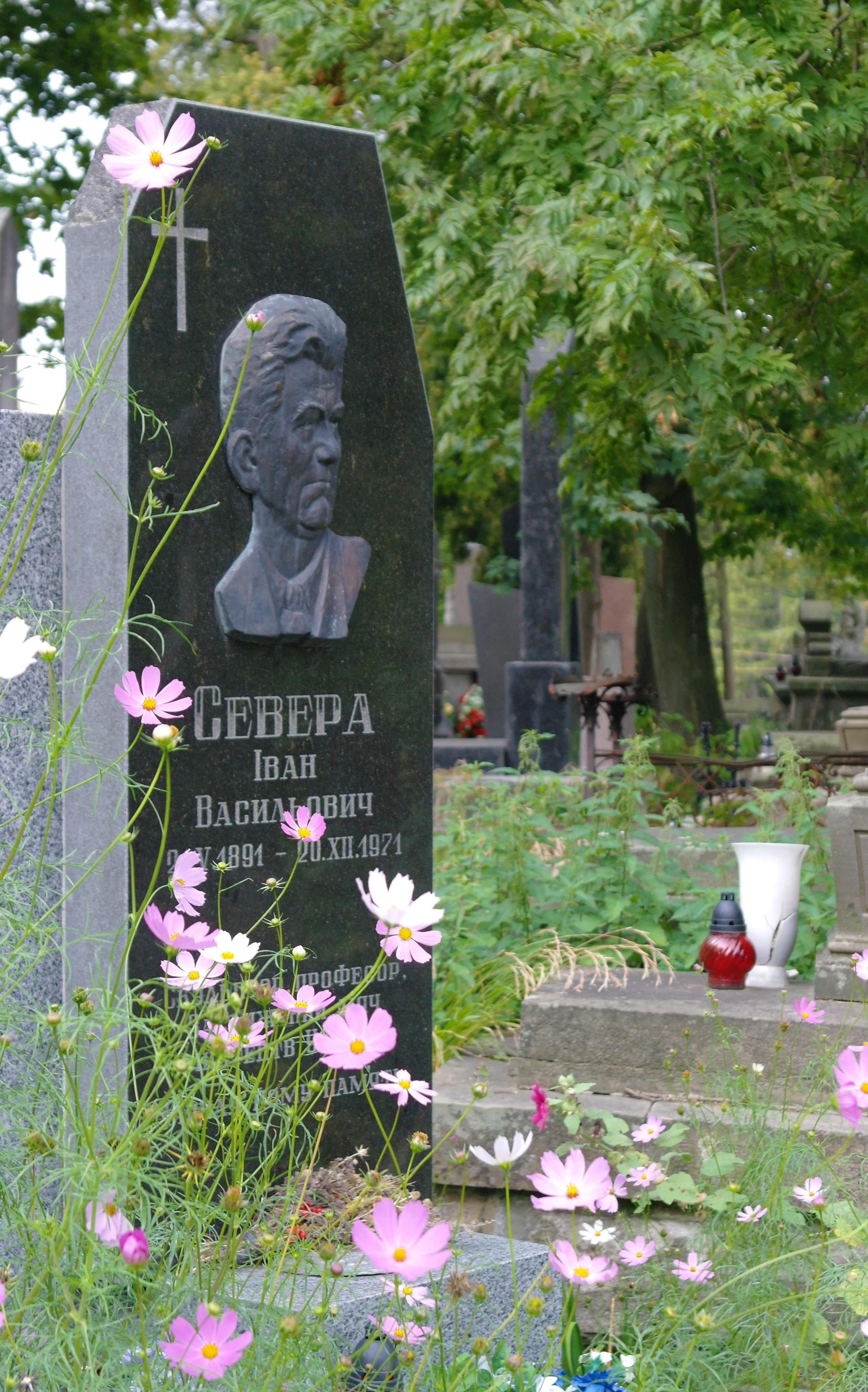
Могила Івана Севери на Личаківському цвинтарі

Іва́н Васи́льович Севе́ра (21 травня 1891, Новосілки — 20 грудня 1971, Львів) — український скульптор, педагог заслужений діяч мистецтв України (1963).

## Біографія
Навчався у різьбарській школі в Яворові (1904–1907), Львівській мистецько-промисловій школі у Юліуша Белтовського і Яна Нальборчика (1910–1914), Петербурзькій (1915–1918), Празькій і Римській (1921–1924) академіях мистецтв. Викладач Київського (1926-29), згодом Харківського (1929–1934) художніх інститутів, за постишевського терору 1934 переїхав до Узбекистану, 1938 — до Москви; 1941 у Львові, з 1945 — викладач Львівського інституту декоративно-прикладного мистецтва.
На ранніх працях помітний вплив західно-європейських модерністів («Хвиля» — 1921; портретні композиції: «Філософ», «Композитор», «Автопортрет» — 1924–1925). Автор сецесійного скульптурного оздоблення будинку № 50 на вул. Франка у Львові (1911). Далі перейшов до реалізму: погруддя Т. Шевченка, В. Леніна (1929); композиції «Пацифікація», «Узбецький танок» (1935), погруддя М. Коперника для московського планетарію (1938; бронза), І. Франка (1947), В. Стефаника (1949) та ін.
З 1943 року в окупованому нацистами Львові викладав в Львівській художньо-промисловій школі — разом із Костем Бульдіним, Миколою Бутовичем, Михайлом Козиком та Миколою Жеваго.
Серед його учнів українські скульптори Михайло Дзиндра, Еммануїл Мисько, Лука Біганич, Теодозія Бриж, Валентин Борисенко, Валентина Макогоненко (дружина І. В. Севери), Анатолій Скиба, Іван Андрейканич, Дмитро Крвавич, Володимир Одрехівський, Михайло Попович.